# 莉兹·特拉斯
玛丽·伊丽莎白·特拉斯（英語：Mary Elizabeth Truss；1975年7月26日—），英國保守黨政治人物。前任西南諾福克国会议员，曾担任英國首相。2016年至2017年出任司法大臣兼大法官，她是一千多年来英国首任女性大法官。在2017年6月的內閣改組中，她調任財政部首席秘書。她亦曾在2021年至2022年間擔任外交大臣。
1996年在牛津大學畢業后，特拉斯於投身商场任經濟師，后来成為改革智庫的副主任，直到2010年大选进入国会擔任下議院西南諾福克選區議員。作為後座議員，特拉斯呼籲在一些政策領域包括兒童保育、數學教育和經濟進行改革，又成立了保守黨議員的自由企業小組。同時，她撰寫和合作撰寫了許多文章和書籍，例如《聯盟之後》（After the Coalition；2011年）及《釋放不列顛》（Britannia Unchained；2012年）。
2012年9月，特拉斯獲委任為英國教育部分管教育及兒童保育的政務次官。2014年獲时任首相戴维·卡梅伦提拔进内阁担任环境、食品和郊野事务大臣。2016年7月，大衛·卡麥隆辭任英國首相，特拉斯獲新任首相文翠珊委任，接替高文浩任大法官兼司法大臣。2021年9月16日，英國首相強森大幅改組內閣，卓慧思調任為外交、聯邦及發展事務大臣，接替出任為副首相的多米尼克·拉布。12月19日又獲任命为英国政府欧盟事务首席谈判代表和英欧关系理事会英方主席。
2022年9月5日，特拉斯在英国保守党领袖选举中胜出，成为新一任保守党领袖，并於隔日晉見女王伊莉莎白二世後继任为英国首相，成为英国历史上继撒切尔、特蕾莎梅的第三位女首相。由於伊莉莎白二世於任命她兩日後（9月8日）便驾崩，因此特拉斯為其統治時期的末任（第15任）首相，也是新國王查爾斯三世統治時期的首任首相，但她在上任不足兩個月後，由于执政危机以及党内日渐反对，于同年10月20日宣布将辞任首相一职，但仍留任看守首相以及看守党魁至10月24日保守黨選出里希·苏纳克為新黨魁后辞职，10月25日特拉斯正式辞去首相职务，特拉斯内阁解散，里希·苏纳克接任新首相，特拉斯以在任首相49天的纪录刷新1827年乔治·坎宁在任首相四个月的记录，成為目前英國歷史上任職時間最短的首相。
在2024年英國大選中，保守黨遭遇史無前例的慘敗，而特拉斯以數百票之差輸掉所代表的西南諾福克選區議席讓位給工黨，成為90年來第一位在大選中失去議席的前首相。

## 早年生活和教育
特拉斯在1975年7月26日于牛津的約翰拉德克利夫醫院。她來自北方左翼家庭；父亲约翰·特拉斯是利兹大学纯粹数学教授；母亲Priscilla Mary Truss是护士和教师，还是核裁军运动的成员。特拉斯称自己双亲为“工党左派”。日后特拉斯竞选议会席位时，她母亲同意支持她，父亲则拒绝支持。特拉斯自小就以其中间名“伊丽莎白”为人所知。
四岁时，特拉斯举家迁居苏格兰，她在苏格兰伦弗鲁郡佩斯利的国立小学就读，又升入东北利兹的综合学校Roundhay学校，特拉斯后来评价这学校让学生“失望”，以及关于学校课程偏頗地关注社会问题的说法，都遭到记者和校友质疑。之后在加拿大住了一年並赞扬当地学校连贯的课程和加拿大人“力争上游”的学习态度，这种态度正与Roundhay学校形成鲜明对比。1993年考入牛津大学默顿学院学习哲学、政治学及经济学。1996年毕业，同年加入保守党。
特拉斯在大学里是自由民主党活跃分子，担任牛津大学自由民主党主席和自民党青年和学生（LDYS）全国执行委员会委员。支持大麻合法化和废除君主制。1994年在自民党年会上，特拉斯发表了共和派的观点，还发起了反对《1994年刑事司法和公共秩序法》（也称为“刑事司法法案”）的运动。

## 早年事业
1996至2000年，特拉斯进入荷兰皇家壳牌担任商务经理，并于1999年获得特许管理会计师（ACMA）资格。2000至2005年在大东电报局工作，并在离职前升任经纪总监。2008年，特拉斯两次参选国会议员失败，遂成为改革智庫的副主任，她提倡更严格的学校学术标准，加大力度打击严重和有组织犯罪，并采取紧急行动来应对英国竞争力下降。她共同撰写了《数学价值》和《新水平》等报告。

## 政治事业
1998年至2000年，特拉斯担任刘易舍姆德特福德选区保守协会主席，两次寻求赢得格林威治自治市议会议席，都以失利告终。2006年5月4日在Eltham South选区当选伦敦格林威治市议员。2010年为进军下议院，不再连任。

### 国会议员候选人
2001年，特拉斯出马西约克郡赫姆斯沃思选区竞逐议席，在这工党的票仓以4%选票之差落败，成绩引起了保守党中央党部注意，中央党部指派特拉斯担任国会议员马克·菲尔德的高级政治顾问，后来她与菲尔德陷入婚外情。2005年，西约克郡的科尔德河谷选区的国会议员Sue Catling遭当地保守党协会罢免，当年大选特拉斯獲指名出马参选该区，但当地保守党协会分裂导致工党议员当选。
特拉斯在戴维·卡梅伦党领袖任内列入A名单。2006年，保守党的安全选区大伦敦布罗姆利和奇斯尔赫斯特选区国会议员埃里克·富特逝世，特拉斯参加补选的党内初选，因遭《每日邮报》揭露与马克·菲尔德的婚外情故事而败給鲍伯·尼尔。
2009年，特拉斯獲西南诺福克选区的保守党协会选为党内初选候选人之一，她在第一轮投票就以過半數击败其他五位候选人当选。选举结束不久，选区保守党协会有成员反对特拉斯当选，声称有关她不忠的信息已经给协会其他会员留下不佳印象。提出动议终止特拉斯的候选人资格，但三星期后，选区保守党协会全会以132票对37票否决动议。

## 国会事业

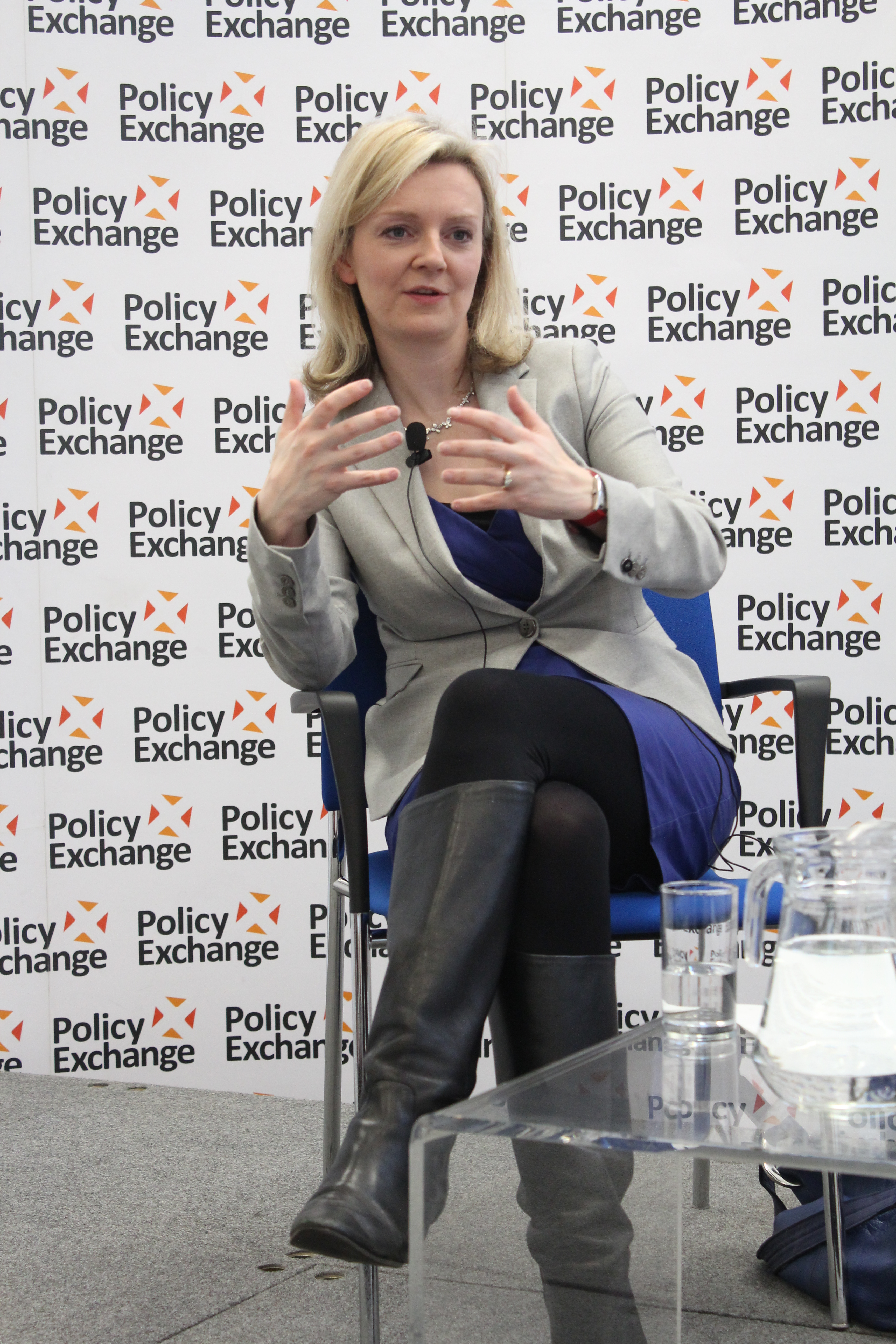
特拉斯出席2013年政策交流智庫

2010年5月6日，特拉斯当选为国会议员，上任后致力为位于自己选区的马汉姆皇家空军基地保留狂风战斗机，任期头七个多月的时间里，她在下院提出了十三个关于马汉姆皇家空军基地的问题，就这一问题舉行了特别辩论，给大臣致信几十余封，并转交了一份递交给唐宁街的请愿书。她也成功游说了A11公路西移以保护塞特福德森林。这座英国最大的低地森林在她的选区里，并反对出售森林的建议，并在反对金斯林建造垃圾焚烧炉的活动中发挥了主导作用。特拉斯为改善其选区的道路交叉口设计而开展的工作，特别是A47公路，使她在2013年1月獲道路安全慈善组织刹车评为「本月道路安全议员」。
2011年3月，她为自由智囊团教育政策研究所撰写了一篇论文，论证了结束对教育系统中严重学术科目的偏见，从而改善社会流动性的必要性，特拉斯在2012年5月为同一智库写了另一篇文章，主张改变英国的儿童保育市场结构。
2011年10月，特拉斯创立了由40多名保守党议员支持的自由企业小组。2011年9月，与自由企业小组四名成员一道，共同撰写了《聯盟之後》一书，该书试图挑战一个共识，即认为英国的经济衰退是不可避免的，因为英国争取到了更多的创业者和精英文化的回归。另一卷题为《釋放不列顛》的论文“面对未来不确定性，对英国面临的挑战进行了深刻而重要的评估”，于2012年9月发布。其中第四章「工作道德」（第61页）的开头，作者写道一旦进入工作场所，英国人是世界上最糟糕的闲人之一。我们的工作时间是最短的，我们很早就退休了，我们的生产力很差。”出版商将此书包装为保守党新星的大作。特拉斯在《每日电讯报》专栏发表文章，扼要介绍了她关于科学在教育中的重要性论文的部分章节。物理学家布莱恩·考克斯称论文是“优秀文章”。
特拉斯倡导英国效仿德国的做法，允许人民从事监管寬鬆的免税“迷你工作”。特拉斯于2012年2月发布了一份关于自由企业集团政策的论文，后来獲财政部吸收采纳为促进经济增长的政策。
特拉斯发动了改进学校课程使之更严格的运动，特别是数学教学。她指出只有20％的英国学生18岁时还学习数学，并呼吁全日制教育的数学课程应该改为强制性。特拉斯自己拿到了两张数学普通教育高级程度证书（A级考试）。她认为综合学校学生正在被“骗售（mis-sold）”以简单、低质的知识，学校以此来提高自己而不是学生的成绩：据媒体研究，在私立学校的学生普通教育高级程度证书考试的通过率比综合学校学生高六倍。特拉斯也批评过度依赖计算器损害了学生心算能力。
自2011年3月起，特拉斯任下院司法专责委员会委员，直到2012年进入政府担任政务次官。

### 教育部政务次官
2012年9月4日，特拉斯獲任命为教育部政务次官，负责育儿和早教、评估、资格和课程改革、表现和出勤以及学校食品审查。任职期间，她发展了任后座议员时所追求的一些政策领域。
2013年1月，她提出改革A级考试的建议，将考试集中到两年制课程的后半段。她试图提高英国数学的教学品質，担心英国学生落后于亚洲国家的同龄人，并于2014年2月对上海的上海师范大学、上海中学、建平中学西校、福山外国语小学和上海市教育科学研究院进行了实地考察访问，以了解中国儿童如何成为世界上数学成绩最好的孩子。
特拉斯还概述了英格兰的儿童保育改革计划，该计划将全面修改儿童保育资质，并扩大保育机构中的看护比，目的是增加儿童保育的可得性，同时提高工作人员的薪酬和资质。拟议的改革受到一些组织的普遍欢迎，例如慈善机构4儿童、英国工业联合会和西英格兰学院。但是，这些提案也遇到了他人的反对。英国劳工联合会议总书记弗朗西斯·奥格雷迪和当时的影子教育大臣史提夫·特维格是改革的主要批评者，还有一些家长和保育机构，如慈善机构国家托儿所协会。
专栏作家波莉·汤因比大力批评大臣的计划。并质问特拉斯，自己如何照顾两个婴儿与四个孩子。特拉斯对汤因比作出了回应，认为早教工作者是一项标准非常苛刻的职业，需要很高的专业知识，而指责汤因比没有接受过专业培训。事实上，时任副首相尼克·克莱格阻止了放宽保育的改革建议。他说：“不仅是托儿所，包括绝大多数家长团体的反应是，他们认为这是一个坏主意。”

### 环境、食品及乡郊事务大臣
在2014年7月15日内阁改组中，特拉斯獲任命为环境、食品和郊野事务大臣，接替欧文·派特森，并成为英国历史上最年轻的女性内阁大臣。与她的前任形成明显的对比，特拉斯声称她完全相信气候变化正在发生，而且“人类已经为此做出了贡献”。
2014年11月，特拉斯推出了新的10年蜜蜂和传粉者战略，尝试扭转蜂群衰落的趋势，包括恢复为传粉者提供最为肥沃的栖息地——传统草地的战略。2015年7月，她批准了有限的临时解除欧盟禁止使用两种新烟碱类农药的禁令，使其能够在英国大约5%的油菜籽作物上使用120天，以防止白菜干跳蚤甲虫；活动人士已经警告说，杀虫剂证實可以损害蜜蜂著名的导航能力。
特拉斯削减了纳税人对农地太阳能电池板的补贴，认为可以更好地利用土地种植农作物、食品和蔬菜，而非建设太阳能板。她将农业和食品称为“创新的温床”，并促进生产出口英国食品，包括奶酪、猪肉馅饼和苹果。2014年，她评论指出，“我们进口三分之二的奶酪，那是耻辱”，北京的“开放新猪肉市场”也被社交媒体和讽刺的时事节目广泛地嘲笑为“我有新消息给你吗？”
2015年3月，她是两位投票反对政府提出简单包装香烟的建议的内阁大臣之一，尽管在技术上是自由投票。

#### 批评
根据《卫报》的试图与特拉斯接触的批评家乔治·莫比奥特的说法，特拉斯是“坚定的执著于一套世界应该是什么样的理论，对于各种论据、事实或经验无动于衷。在最近的支出审查中，她是第一位冒着丢官的风险自愿大幅裁减本部门经费的大臣。她似乎决心拆除保护我们生活质量的防护网：保卫我们所爱的地方和野生动物的规则和机构。”

### 司法大臣
在2016年7月14日，德蕾莎·梅伊任命特拉斯为内阁司法大臣兼大法官。特拉斯成为历史上第一位担任这一职务的女性。这一任命引来司法副大臣爱德华·福克斯的批评，他随即从政府辞职，并质疑特拉斯能否在首相需要的时候发挥影响力代表法官群体。特拉斯自己说，福克斯在公开批评之前没有和自己联系，自己从来没有见过他，也没有和他说话。
在“英国脱欧”第50条案（米勒诉退欧大臣案）中，分区法院的三名法官因对做出对政府的不利裁决受到政治人物和《每日邮报》的口诛笔伐，而特拉斯由于未更有力地支持司法机构和司法独立原则，受到包括前总检察长多米尼克·葛里夫和刑事律师协会的严厉批评前大法官查尔斯·福尔克纳曾经指出，特拉斯像其前任克里斯·葛瑞林和迈克尔·戈夫一样，缺乏宪法所要求的基本法律专门知识，要求解任她的司法大臣一职，因为她在“向法官表示他们失去了作为宪法保护者的角色”这一件事上反应不力。
特拉斯否认她没有捍卫法官。“独立的司法机构是法治的基石，对我们的宪法和自由至关重要，”她写道。“我担任司法大臣就会承担维护司法独立的责任。我就职时的誓言要求我这样做。我非常认真对待，我会一直这样做的。”她还表示，独立的司法机构足以抵御《每日电讯报》和《每日邮报》的攻击。然而，在2017年三月，英格兰及威尔士首席法官约翰·托马斯告诉上院宪制事务专责委员会，特拉斯称自己不能批评媒体是完全错误的，托马斯补充说：“我可以理解11月份的压力如何之大，但她已经采取了宪法上绝对错误的立场－巡回法官非常关心。我的同事写信给大法官，因为诉讼当事人来了，说‘你’是人民的敌人－我不认为我们（法官）受到保护是绝对必要的，因为我们只遵照我们的誓言，而不担心或受制于物议。”
随着2015年和2016年监狱暴力事件激增，特拉斯宣布，2016年11月，监狱系统会获得一项13亿英镑的投资计划，并招募了2,500名额外监狱官，局部扭转了以前联合政府的削减。

### 財務部首席秘書
在2017年6月大選後，卓慧思被調職至財政部首席秘書。儘管她仍能列席內閣會議，但仍被視為降職。
特拉斯对在Twitter和Instagram上培养自己的存在感产生了热情。《泰晤士报》称这是一种非正统的方法，为她赢得了粉丝。她还密切参与了自由市场运动团体「Freer」的启动。据报道，特拉斯有公务员部下认为在她手下工作“很累”，因为她的工作时间要求很高，而且她习惯于随时询问官员乘法问题。
2018年6月，特拉斯发表演讲，概述了她宣布的对自由和个人自由的承诺。她批评了妨碍人民生活的法规，并警告说，提高税收可能会使保守党在选举中被“击垮”；她特别批评了一些大臣同事，在她看来，他们应该意识到“仅仅要求更多钱并非大男子主义。要求更好的价值和挑战自己部门内的既得利益集团要艰难得多。”
2019年，特拉斯宣称她可能成为保守党领袖的候选人，以接替特蕾莎·梅。但最终没有出马，而是支持了鲍里斯·约翰逊。

### 國際貿易大臣

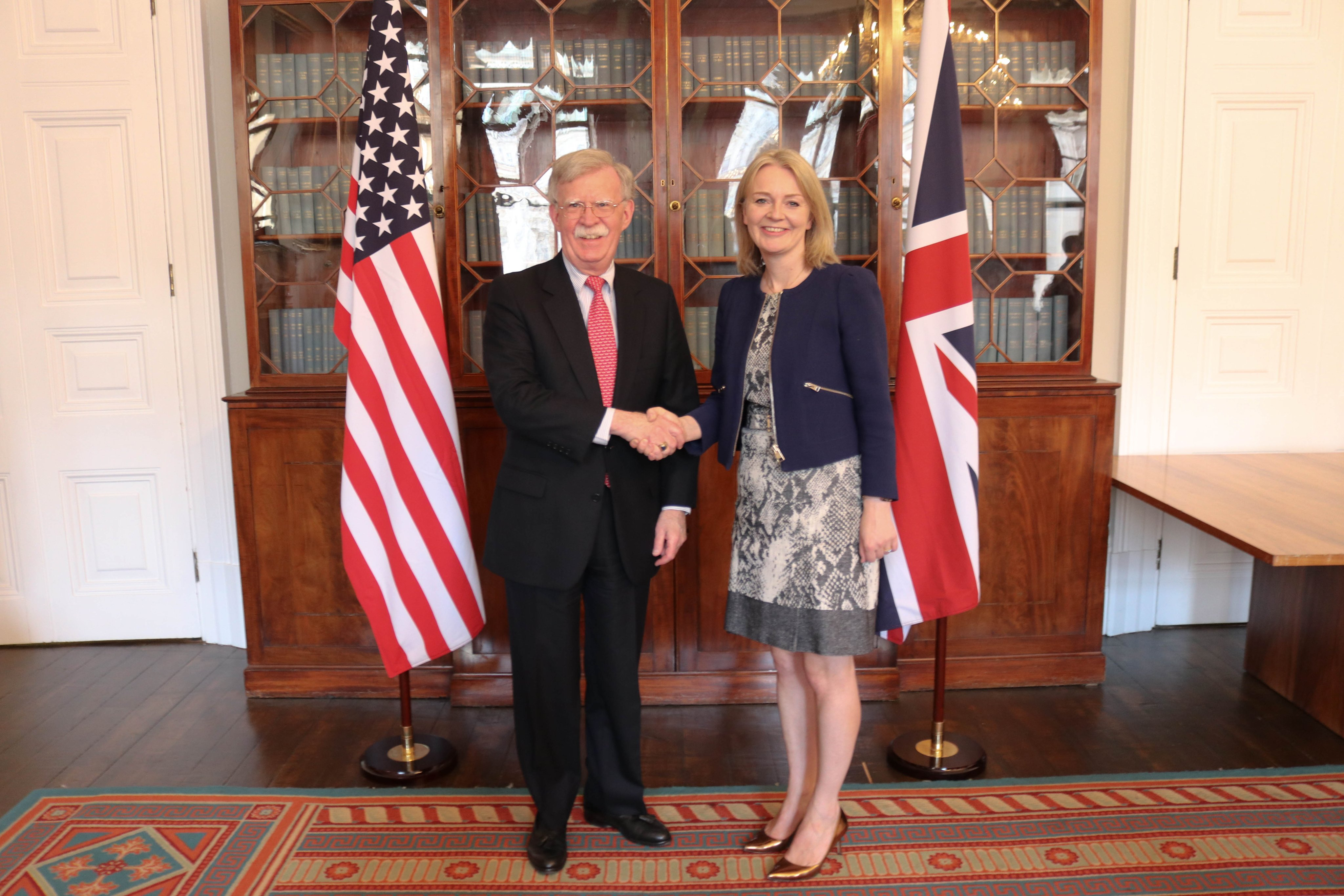
2019年，特拉斯会見美國總統國家安全事務助理約翰·博爾頓

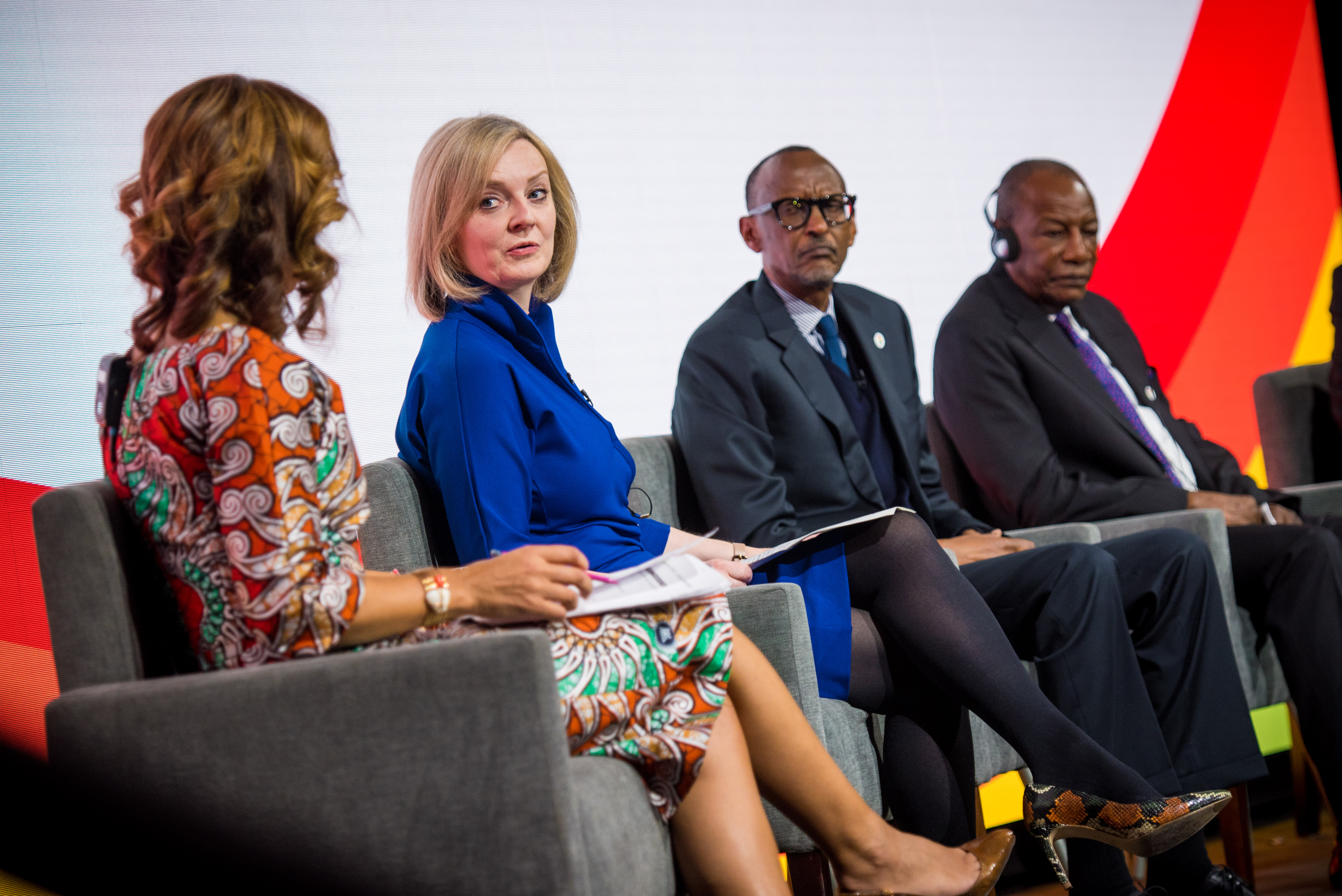
2020年1月20日，特拉斯出席于伦敦举办的英-非投资峰会，右为卢旺达总统卡加梅和南非总统拉马福萨

約翰遜就任首相後，提拔特拉斯為首名女性國際貿易大臣，以回报她在约翰逊领导竞选期间的支持，竞选时，特拉斯为约翰逊提供经济政策建议，并且设计了为收入超过5万英镑的人减税的计划。因此，外界认为她会獲任命为财政大臣或商务大臣，但却獲提拔为国际贸易大臣兼贸易委员会主席。后又接替安珀·路德担任女性和平等大臣。
2019年9月，特拉斯两次表示，国际贸易部“无意”允许了向沙特阿拉伯运送无线电备件和空气冷却器，违反了上诉法院的命令，该命令认为英国向沙特阿拉伯出售用于武装干涉也门的武器是非法的。虽然特拉斯向下议院武器出口管制委员会道歉，但反对党议员称道歉並不够，要求她因违法而辞职。
2020年3月19日，特拉斯向议会提交了《2021年贸易法令》，该法为英国与世界各国进行贸易交易建立了法律框架。
2020年7月7日，特拉斯宣布解除为期一年向沙特阿拉伯出口武器和军事装备的禁令，说“向沙特阿拉伯出口武器和军事装备并没有明显用于严重违反国际人道主义法的风险。”
2020年8月，特拉斯与经济事务研究所举行的会议记录被重新归类为“私人讨论”並从公共记录中删除，工党称这引发了人民对公职人员的诚信、透明度和诚实度的担忧。
特拉斯承担了英国脱欧后和日本间的自由贸易协定谈判工作，两国在2020年9月达成了一项协议，是英国脫欧后签署的第一份重要贸易协议，特拉斯说这将免除99%对日出口商品的关税，並將之誉为「历史时刻」；它主要继承了欧盟与日本达成的现有贸易协议。此后，英国又与澳大利亚、新西兰、挪威、冰岛和列支敦士登谈判，达成贸易协议。
2020年12月，特拉斯发表了关于平等政策的演讲，在演讲中表示，英国过于注重“时髦”的种族、性和性别平等议题，而忽略了贫困和地域差异。在演讲中，她宣布政府和公务员系统将停止无意识偏见培训。

### 外交、聯邦及發展事務大臣

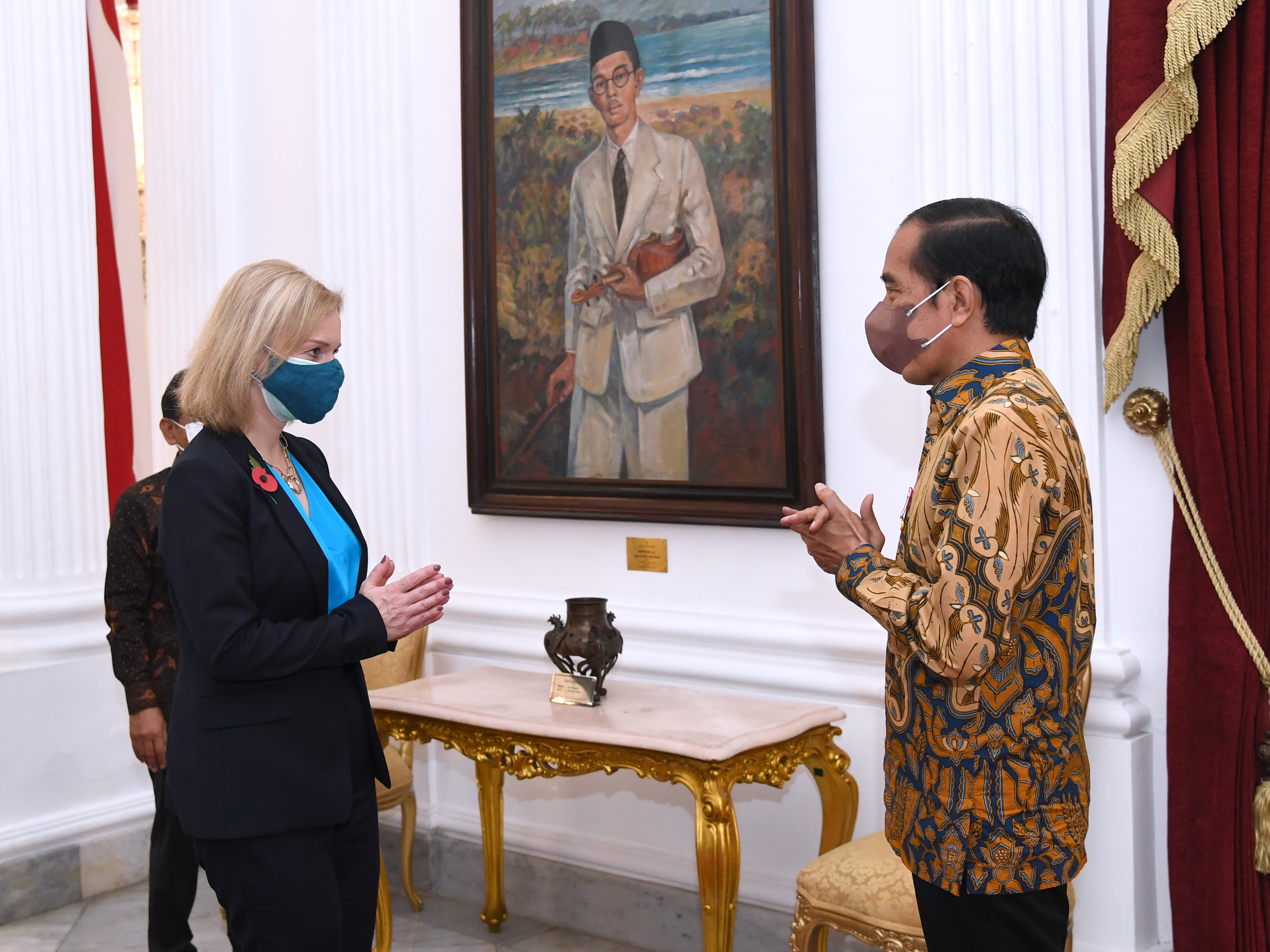
2021年11月11日，特拉斯在雅加达会见印尼总统佐科·维多多

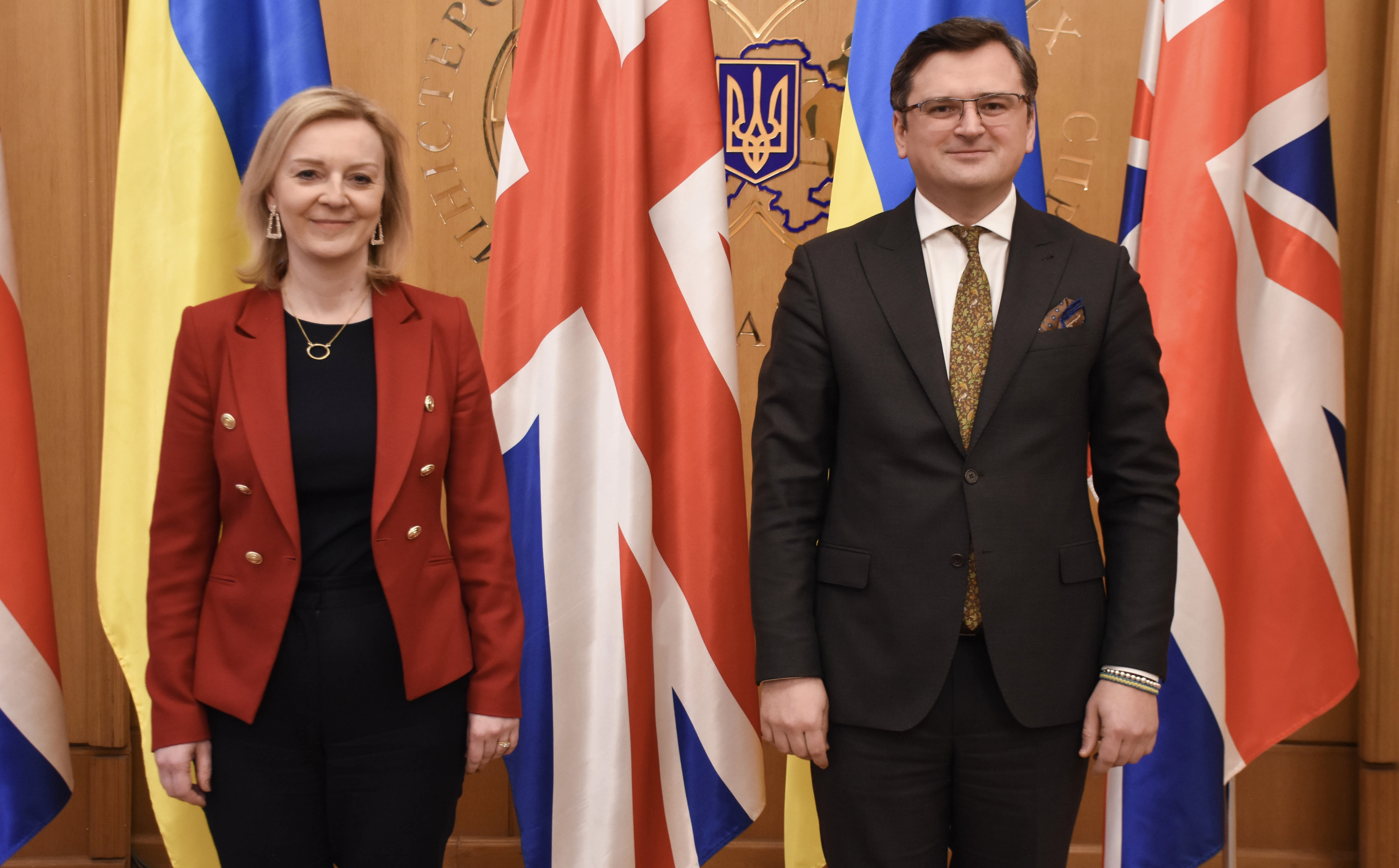
2022年2月17日，特拉斯在基辅会见乌克兰外交部长德米特罗·库列巴

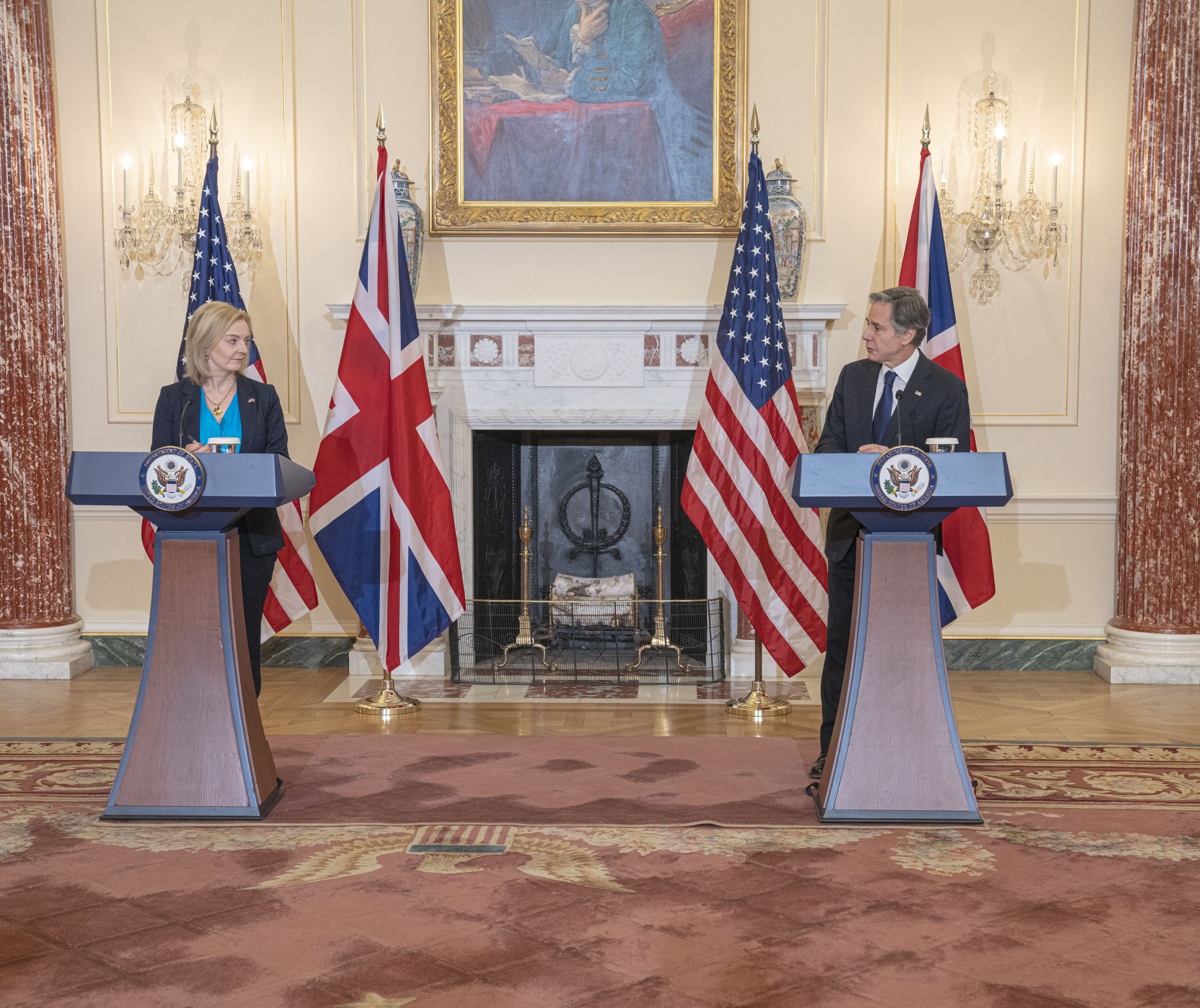
2022年3月9日，特蕾莎在华盛顿会见美国国务卿安东尼·布林肯

卓慧思於2021年9月16日經內閣重組後成為外交、聯邦及發展事務大臣，成为继玛格丽特·贝克特后第一位女性外交大臣。 
2021年11月1日，在格拉斯哥的2021年联合国气候变化大会上，特拉斯就英法捕鱼权争端发表观点，法国必须在48小时内收回对英方的威胁，否则英方将采取行动。
2021年10月，她呼吁俄罗斯干预白俄罗斯－欧盟边境危机，并希望与包括沙特阿拉伯和卡塔尔在内的海湾合作委员会建立更紧密的贸易和投资关系。2021年11月，特拉斯与以色列外交部长亚伊尔·拉皮德宣布了一项为期十年的新协议，旨在阻止伊朗发展核武器。2021年12月，她在斯德哥尔摩会见了俄罗斯外交部长谢尔盖·拉夫罗夫，敦促俄罗斯在乌克兰寻求和平。
2022年1月，特拉斯因对中国在太平洋地区的军事侵略发表了评论，而受到在中国国家开发银行任董事的澳大利亚前总理保罗·基廷批评。
2022年1月30日，特拉斯在英国广播公司的周日早间节目中说，“我们正在向黑海对面的波罗的海盟友提供和提供额外支持，并向乌克兰人提供防御性武器”。这被嘲笑了，因为波罗的海国家位于波罗的海沿岸，而非黑海，黑海离波罗的海有700英里远。
2022年1月31日，特拉斯在COVID-19检测阳性后，取消了原定访问乌克兰的行程。

#### 俄乌战争
2022年2月10日，特拉斯会见了俄罗斯外长谢尔盖·拉夫罗夫。在俄罗斯与西方因俄罗斯军队在俄乌边境附近集结而导致紧张局势的背景下，两国外长之间的会谈被描述为“艰难”。拉夫罗夫将会晤描述为“结果就像聋哑人之间的对话”。他驳斥“要求将俄罗斯军队撤出俄罗斯领土的要求”是“令人遗憾的”，并询问特拉斯是否承认俄罗斯对沃罗涅日州和罗斯托夫州有俄罗斯军队部署的两个俄罗斯州份的主权。特拉斯誤以為俄羅斯外交部長拉夫罗夫指的是烏克蘭的顿涅茨克州和卢甘斯克州，並回答說“英國永遠不會承認俄羅斯對這些地區的主權”。当天晚些时候，英国外交部准备立法，允许对俄罗斯组织和个人进行更多制裁。2月21日，特拉斯譴責俄羅斯在外交上承認烏克蘭頓巴斯的兩個自稱分離主義共和國。她還表示，英國政府將宣布對俄羅斯實施新的制裁。
2022年2月27日，在BBC电视台的采访中，特拉斯被问及她是否支持任何人自愿前往乌克兰帮助其抵御俄罗斯入侵，她回答说“当然，如果人民想支持这场斗争，我将支持他们这样做。”多米尼克·格里夫的批评说，根据《1870年外国招募法》，这种行动非法。首相发言人后来表示，英国公民不应前往乌克兰与俄罗斯人作战。2月27日，俄罗斯军队进入高度戒备状态，俄罗斯官员说这是针对特拉斯言论的回应。特拉斯说，有必要“与我们在世界各地的所有盟友合作”，包括沙特阿拉伯，以便英国在石油和天然气方面不再“依赖”俄罗斯。2022年4月27日，對於2022年俄羅斯入侵烏克蘭，特拉斯说，包括英国在内的西方盟友必须“加倍努力”，继续“进一步、更快地将俄罗斯挤出整个乌克兰，包括克里米亚”

## 英國首相

### 竞选党魁

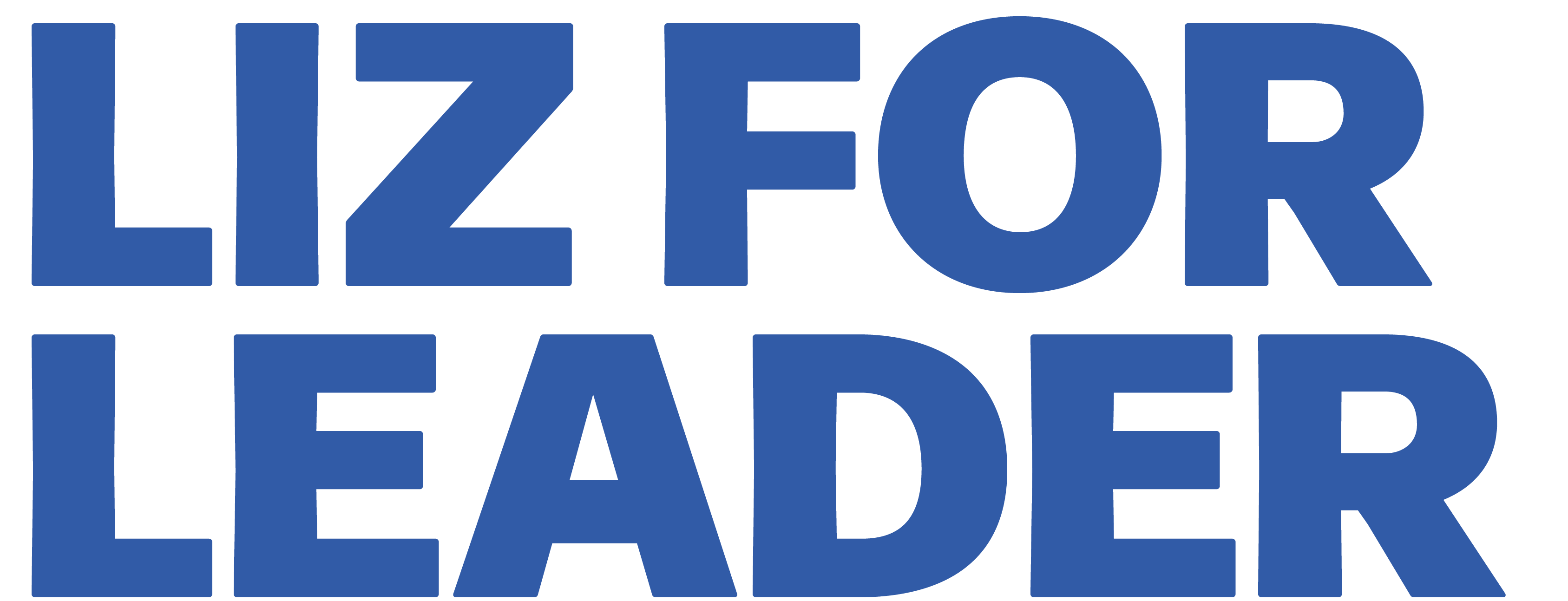
特拉斯竞选领袖的标志

2022年7月10日，特拉斯宣布她打算参加。她承诺，如果当选，第一天就会减税，并说她将“以保守党人身份参选，以保守党人身份执政”，还将采取“立即行动，帮助人民应对生活成本”。她说，将取消拟议的公司税增长，并扭转最近国民保险费率的增长，通过推迟计划中的国债下降日期来弥补缺口，作为“降低国家规模和税收负担的长期计划”的一部分。8月，特拉斯被指责在其竞选中多次政策调头，首先是关于她削减地区公共部门工资的提议，其次是关于承诺不提供「施舍」以帮助缓解生活成本危机。但她仍於最後一輪黨團選舉中以第二多票跑出，躋身選舉的第二階段。
2022年9月5日，特拉斯在英国保守党魁选举中比對手辛偉誠獲得更多黨員票而胜出，成为新任黨魁。翌日，她飞赴苏格兰阿伯丁，前往巴爾莫勒爾城堡覲見女王伊丽莎白二世并接受女王邀請组阁，正式接替鲍里斯·约翰逊成为新一任英国首相，也成为了英国历史上出自保守黨的第三位女性首相，同時也是百年來首位在白金汉宫以外獲任命的首相。

### 短暫的首相生涯

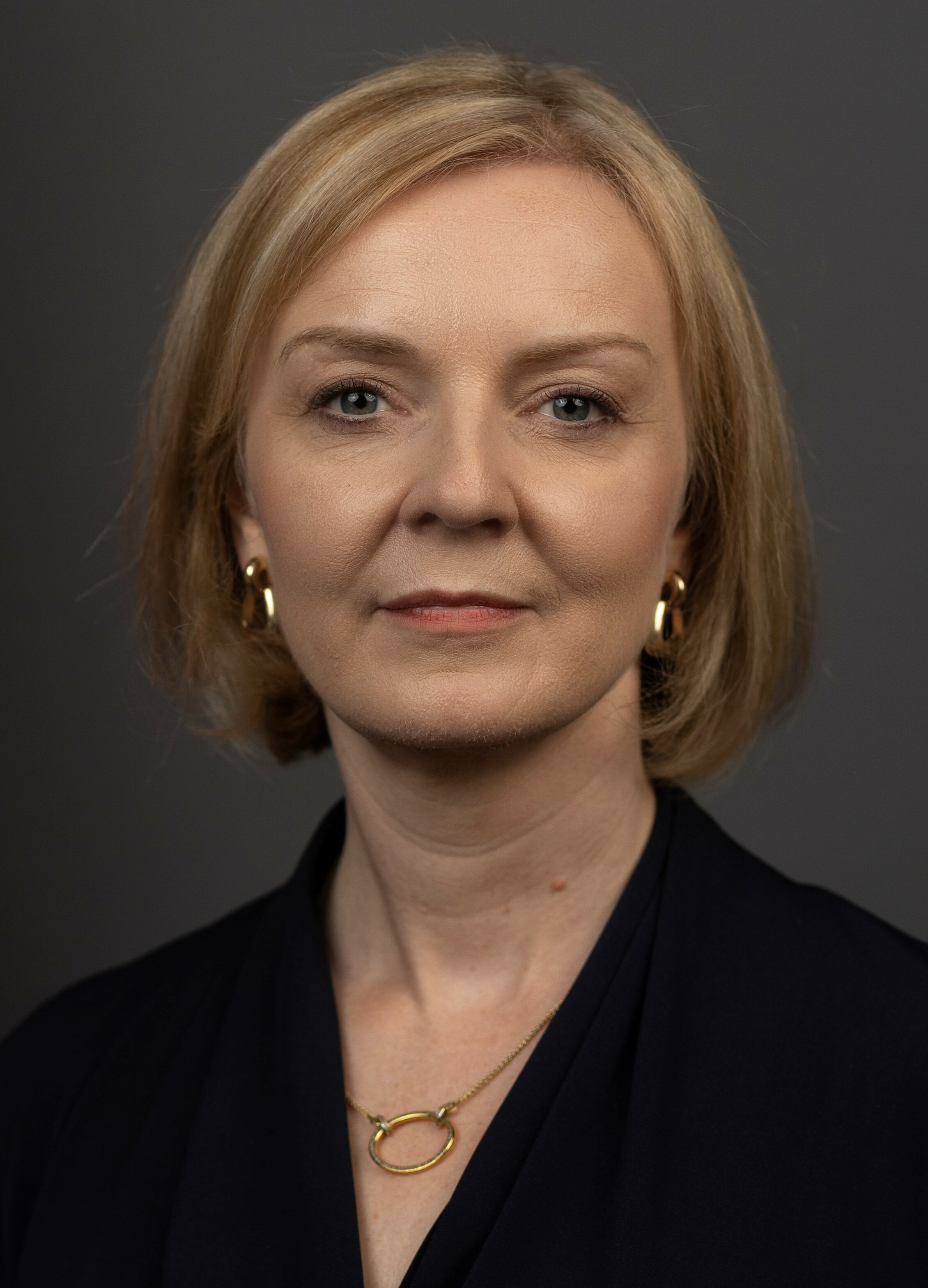
英國首相任內的特拉斯，2022年

2022年9月8日，伊丽莎白二世於苏格兰逝世，特拉斯成為伊莉莎白二世時代的末任首相，同時成為國王查理斯三世統治時期的首任首相。
2022年9月23日，特拉斯內閣公布了20世纪70年代初以来最大规模的减税措施，其中包括把对年收入超过15万英镑人群征收的45%的最高所得税降至40%，结果招致一片反對聲，並引發英镑对美元汇率创下历史新低。10月3日，英國財政大臣夸西·克沃滕宣佈取消富人减税计划。10月14日，特拉斯宣布将保留上届政府宣布的公司税上调计划，同时让夸西·克沃滕请辞。10月17日，新任財政大臣侯俊偉宣布撤銷部分減稅措施。當天特拉斯为减税计划引發的动荡道歉。
減稅措施撤回當天，英國多名保守黨成員討論首相特拉斯的政治前途。路透社引述消息指出，已有過百名保守黨議員表示不信任特拉斯，至少有3名保守黨國會議員公開呼籲特拉斯辭職。民調顯示，上台不足一個月的首相特拉斯，支持度淨值跌至負37個百分點，但她表明會繼續執行現有財政政策。英國《經濟學人》在10月11日发表評論文章認為特拉斯宣佈減稅當天就已經喪失了管治能力，扣除英女王逝世後的十日哀悼期，其實際管治時間僅僅七日，“與生菜的保鮮期相當”。《每日星報》更受到這則評論啟發，自10月14日開始舉辦直播，打賭他們買回來的生菜會先腐爛還是特拉斯先下台。最終特拉斯於10月20日宣布辭任保守黨黨魁，留任看守首相至選出新黨魁。10月25日，特拉斯正式离任英国首相，而接替她的正是在9月被她击败的里希·苏纳克。

## 卸任首相后

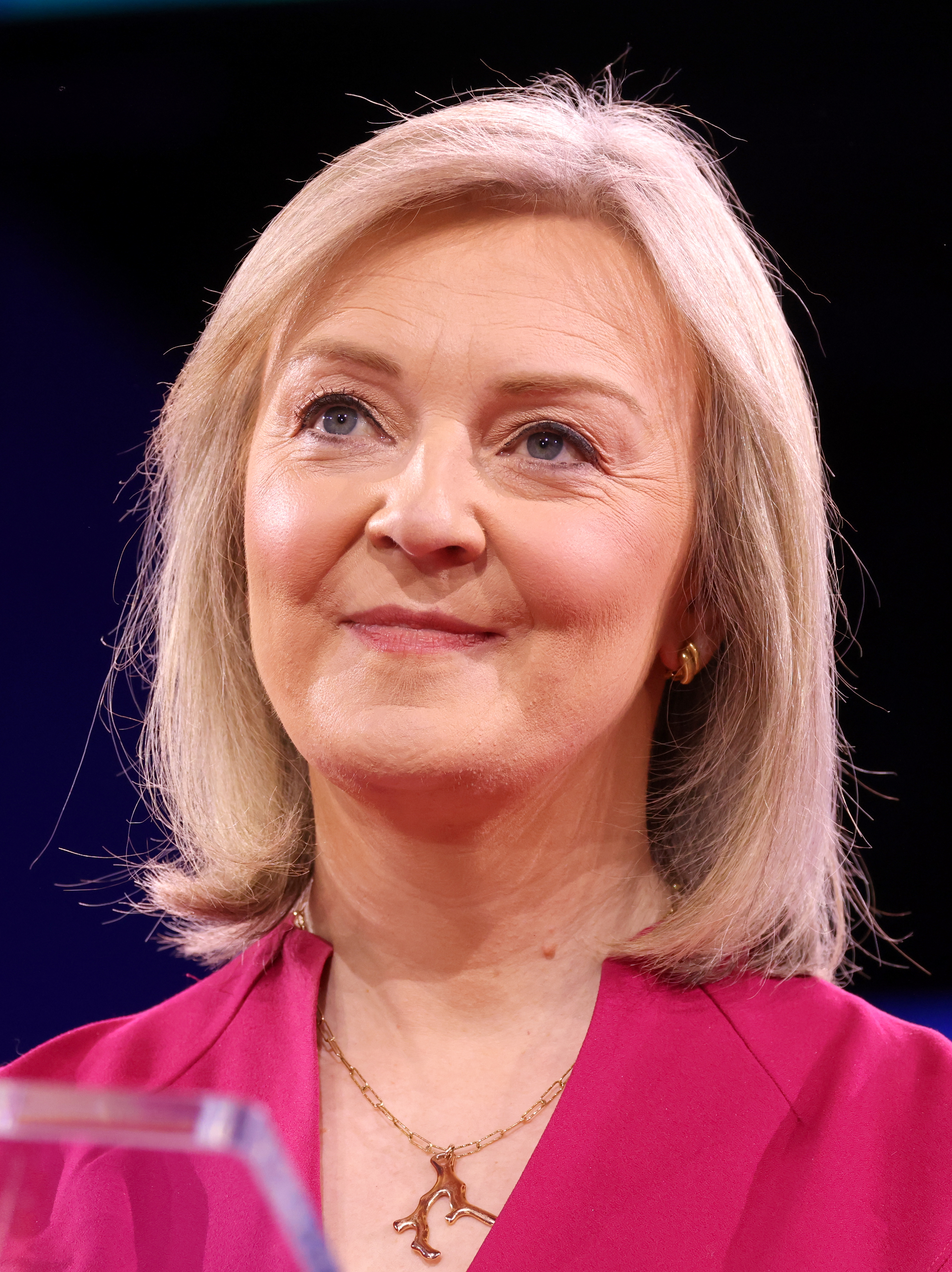
2025年的特拉斯

2023年5月，特拉斯訪問台湾並會見時任中華民國總統蔡英文，是繼柴契爾夫人於1992年及1996年兩度訪台後相隔27年再有前任英國首相訪問台湾。
2024年英國大選中執政14年的保守黨遭遇史無前例的慘敗，代表西南諾福克選區的卓慧思以630票之差輸掉議席，讓位工黨，成為90年來第一位在大選中輸掉議席的前首相。

## 政治立场

### 经济政策
特拉斯因其对经济自由主义观点及对自由贸易的支持而闻名。创立了保守党议员自由企业小组，这是一个支持自由市场的议员团体，倡导更多创业精神的经济和减少就业法律的限制。

### 外交政策
2022年，特拉斯称沙特阿拉伯为「盟友」，但表示她并不「宽恕」该国的某些政策/她也认为美國是英國的「堅定盟友」。
特拉斯被描述为对中国和俄罗斯采取「鹰派」的外交政策立场，并呼吁英国减少对这两个国家的经济依赖。2022年俄羅斯入侵烏克蘭時，特拉斯支持烏克蘭。她支持英国政府对中国实施的某些外交和经济制裁，包括禁止中国驻英国大使郑泽光进入英国议会，以回应中国政府对维吾尔人的待遇。在立陶宛與中國的貿易糾紛中特拉斯支持立陶宛。

### 英國
特拉斯在2016年的公投中支持英国留在欧盟，她说。“我不希望我的女儿在一个需要签证或许可证才能在欧洲工作的世界里长大，也不希望她们的商务事业发展因为高昂的通话费用和贸易壁垒而被阻碍。每个父母都希望他们的孩子在有干净的水、新鲜的空气和繁荣自然奇迹的健康环境中成长。成为欧盟的一部分有助于保护这些宝贵的资源和空间”。 
然而到2017年，特拉斯表示，如果再次举行公投，她将投票支持英国脱欧：“我曾经相信会出现大规模的经济问题，但这些问题并没有发生，我也看到了机会。”在2022年保守党领袖选举中，特拉斯在谈到自己曾经支持留欧时说：“我错了，我准备承认我错了”。她补充说：“一些厄运的预兆并没有成为现实，相反，我们实际上在脱欧后释放了新的机会”。

### 社会和文化议题
在文化方面，特拉斯说保守党应该“拒绝身份政治的零和游戏，我们拒绝取消文化的非自由主义，我们拒绝低期待的软性偏见（soft bigotry of low expectations），这种偏见使许多人退缩。”
据路透社报道，在LGBTQ+权利方面，特拉斯投票支持同性恋婚姻，从未投票反对过LGBTQ+权利，但曾同意采取行动限制跨性别者权利。她反对性别自我认同，称“医疗检查很重要”。她说自己同意“只有女性有”。还表示，政府部门应该退出石牆組織的多元化冠军计划。尽管最初支持根据生理性别限制单性别服务，但特拉斯后来在2022年2月表示政府对颁布这一措施不感兴趣。

### 环境政策
特拉斯认为压裂技术是减少英国对俄罗斯能源依赖的一种方式。
特拉斯曾表示，她致力于到2050年实现英国的净零排放目标。2022年，她表示希望“以不损害企业或消费者的方式”达成这一目标，因此她将暂停对国内汇票和商业票据征收绿色税。
2022年，特拉斯提议将结束英国政府自2019年以来对压裂的暂停，以允许“在国内支持这种作业的地方”进行压裂作业。

## 个人生活
2000年，她与会计师休·奥莱利结婚，他们的婚姻在2004年—2005年特拉斯与馬克·菲爾德的外遇中维持下来。他們育有两个女儿。
2022年，特拉斯说：「我赞同基督教信仰和英国教会的价值观，但我不是一个经常參加宗教活動的人。」

## 著作
- 《數學的價值》（The Value of Mathematics）（2008年6月）
- 《新水平》（A New Level）（2009年6月）
- 《學術嚴謹性和社會流動：低收入學生如何被高層職位拒之門外》（Academic rigour and social mobility: how low income students are being kept out of top jobs）（2011年3月）
- 《十年漲幅——從德國學習教訓 （页面存档备份，存于）》（A decade of gains – learning lessons from Germany）（2012年1月）
- 《實惠質量：兒童保育新辦法》（Affordable quality: new approaches to childcare）（2012年5月）

- 《聯盟之後》（After the Coalition）（2011年）
- 《釋放不列顛》（Britannia Unchained）（2012年）

## 外部連結
- 伊利沙伯·特拉斯官方網站 （页面存档备份，存于）
- 自由企業小組官方網站 （页面存档备份，存于）
- 保守黨檔案
- 英国的個人檔案
- 公鞭記載的投票紀錄
- TheyWorkForYou記載的紀錄

| 政党职务                       | 政党职务                                | 政党职务             |
| ------------------------------ | --------------------------------------- | -------------------- |
| 前任者： 鲍里斯·约翰逊         | 英国保守党领袖 2022年                   | 繼任者： 里希·苏纳克 |
| 官衔                           |                                         |                      |
| 前任者： 彭德森                | 環境食物及鄉郊事務大臣 2014年－2016年   | 繼任者： 利雅華      |
| 前任者： 高文浩                | 司法大臣 2016年－2017年                 | 繼任者： 李達德      |
| 前任者： 高文浩                | 大法官 2016年－2017年                   | 繼任者： 李達德      |
| 前任者： 郭達瑋                | 財政部首席秘書 2017年－2019年           | 繼任者： 里希·苏纳克 |
| 前任者： 多米尼克·拉布         | 外交、聯邦及發展事務大臣 2021年－2022年 | 繼任者： 祈維利      |
| 前任者： 鲍里斯·约翰逊         | 英國首相 2022年                         | 繼任者： 里希·苏纳克 |
| 大不列颠及北爱尔兰联合王国国会 |                                         |                      |
| 前任者： 克里斯托弗·弗雷澤     | 英國下議院西南諾福克議員 2010年－       | 現任                 |

#invoke:navbox